# 肯普里鄉
46°03′N 26°44′E / 46.050°N 26.733°E
肯普里鄉（羅馬尼亞語：Comuna Câmpuri, Vrancea），是羅馬尼亞的鄉份，位於該國東部，由弗朗恰縣負責管轄，面積88平方公里，海拔高度370米，2002年人口3,958，人口密度每平方公里45人。